# Ennio Guarnieri
Ennio Guarnieri (* 12. Oktober 1930 in Rom; † 1. Juli 2019 in Licata, Freies Gemeindekonsortium Agrigent) war ein italienischer Kameramann.

## Leben
Guarnieri war einer der meistbeschäftigten Kameramänner Italiens und wird zu den führenden Vertretern seiner Berufsgruppe in Europa gezählt. Er begann 1951 als Kameraassistent und bediente seit 1961 als eigenständiger Chef-Kameramann die Kameras. In seinen Arbeiten zeigte er eine Vielfalt, die zu sehr unterschiedlichen Filmen führte: der formalistische Il mare (1962, Giuseppe Patroni Griffi), schwarz-weiß wie farbig gedrehte komödiantische Episodenfilme, den mit spannungsvoller Atmosphäre gestalteten Sette uomini d’oro (1965, Marco Vicario) oder den in nostalgisch-dekadenten Bildern gefilmten Il giardino dei Finzi Contini (1970, Vittorio De Sica). Zudem arbeitete er mit großen Namen des italienischen Films, wie Franco Zeffirelli (1983 mit La Traviata und 1986 mit Othello) und Federico Fellini (1986 bei Ginger und Fred), zusammen.

## Filmografie (Auswahl)
- 1962: Il mare
- 1963: Die Bienenkönigin (Una storia moderna – l’ape regina)
- 1963: I giorni contati
- 1965: 7 goldene Männer (Sette uomini d’oro)
- 1966: Die Gespielinnen (Le fate)
- 1966: Das Superding der 7 goldenen Männer (Il grande colpo dei 7 uomini d’oro)
- 1967: Immer Ärger mit den Lümmeln (Top Crack)
- 1967: Das Mädchen und der General (La ragazza e il generale)
- 1969: Kameliendame 2000 (Camille 2000)
- 1969: Medea
- 1970: Der Garten der Finzi Contini (Il giardino dei Finzi-Contini)
- 1972: Bruder Sonne, Schwester Mond (Fratello sole, sorella luna)
- 1973: Hitler – Die letzten zehn Tage (Hitler: The Last Ten Days)
- 1973: Die Rivalin (Ash Wednesday)
- 1973: Die Reise nach Palermo (Il viaggio)
- 1978: Stau (L’ingorgo – una storia impossibile)
- 1979: Ein Mann auf den Knien (Un uomo in ginocchio)
- 1983: La Traviata
- 1985: A.D. – Anno Domini (A.D.)
- 1986: Ginger und Fred (Ginger e Fred)
- 1986: Otello
- 1989: Franziskus (Francesco)
- 1993: Labyrinth – Liebe ohne Ausweg (Entangled)
- 1994: Die Bibel – Jakob (Giacobbe)
- 1999: Die neuen Abenteuer des Pinocchio (The New Adventures of Pinocchio)
- 2002: Callas Forever
- 2011: Rasputin
- 2014: Sotto una buona stella